# ژابوکلیکی (شهرستان ونگروف)
ژابوکلیکی (به لهستانی:  Żabokliki) یک روستا در لهستان است که در گمینا کورتنگتسا واقع شده‌است.